# Dörstewitz

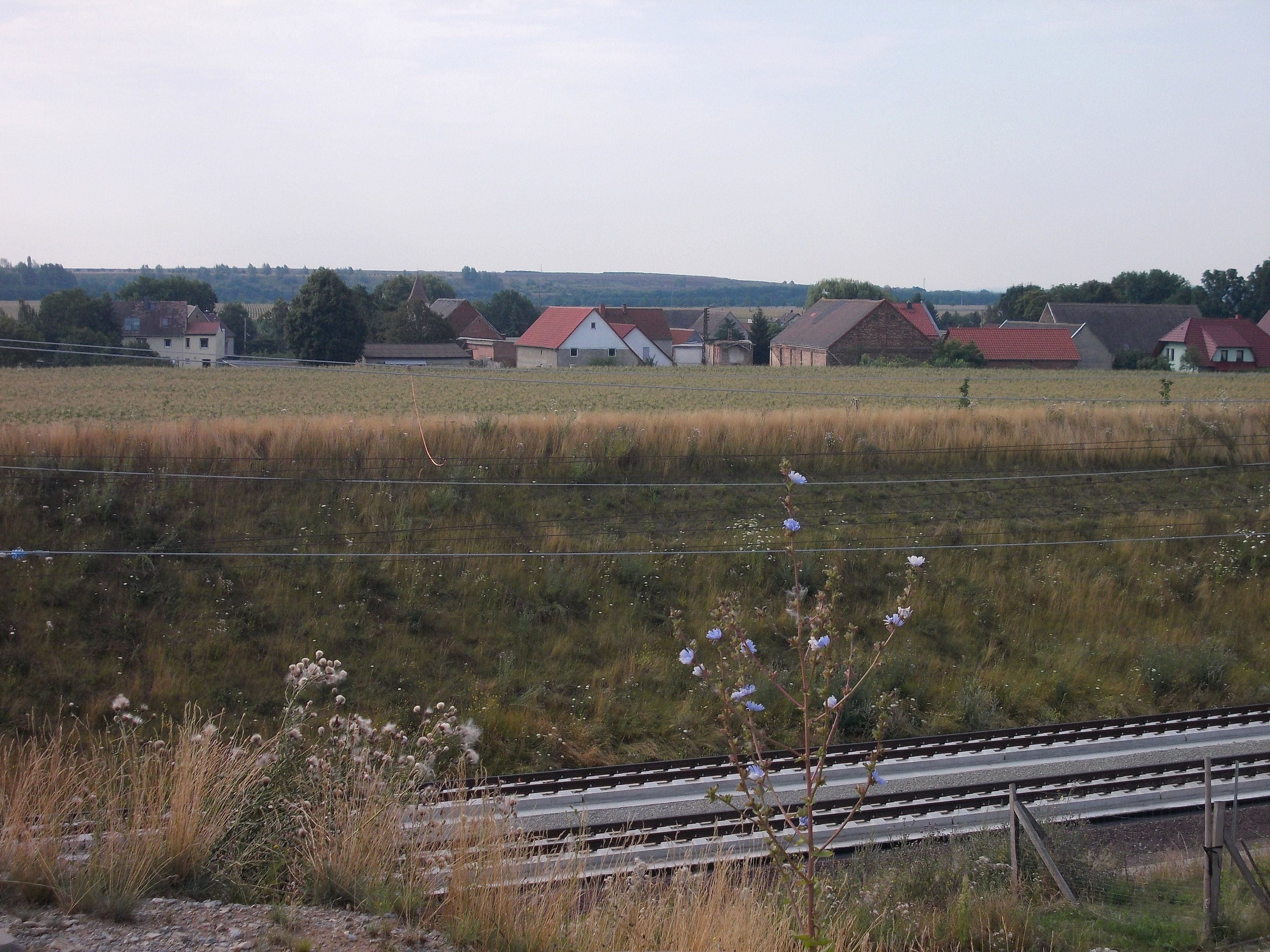
Dörstewitz hinter den Gleisen der Neubaustrecke Erfurt–Leipzig/Halle

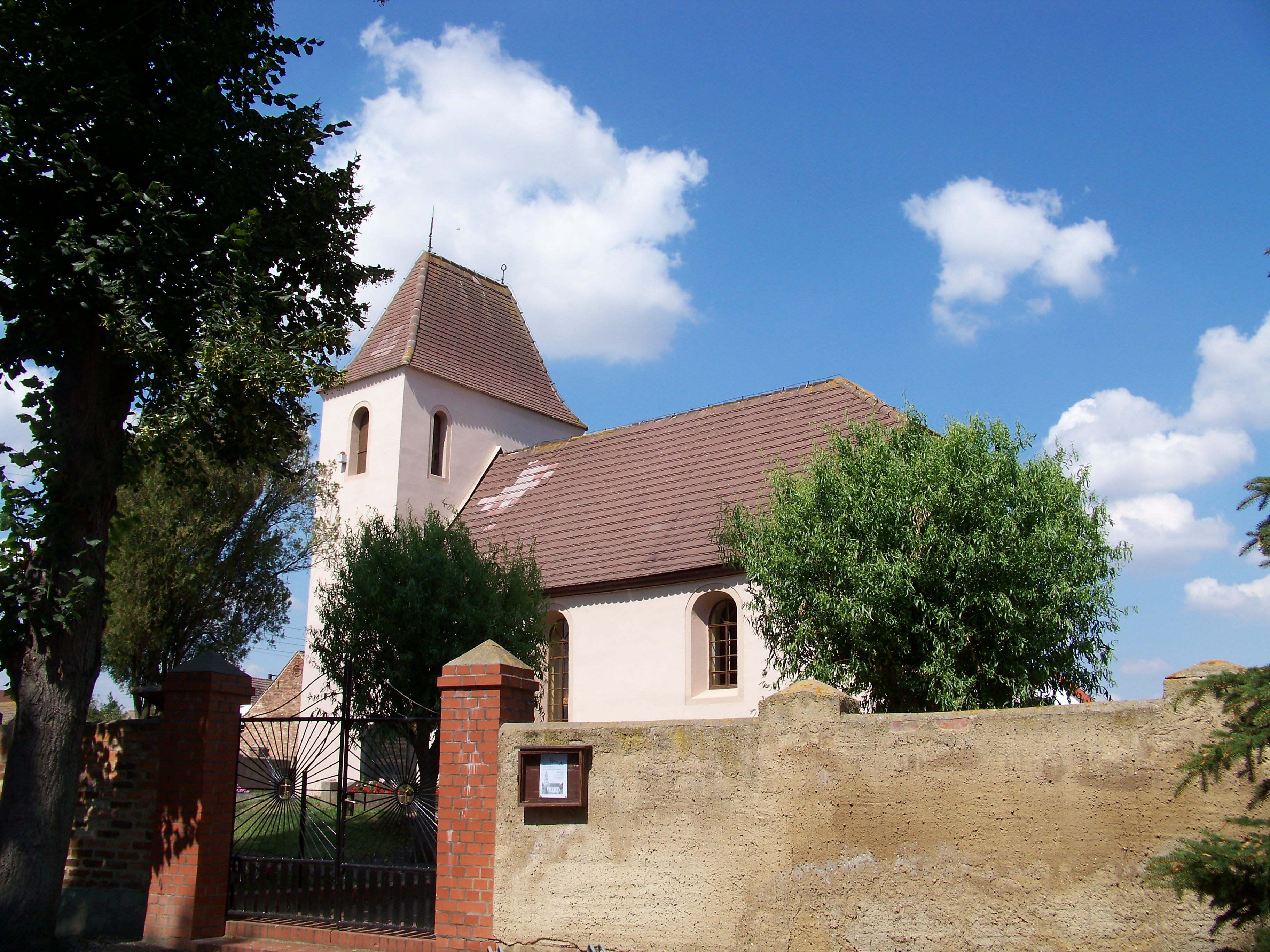
Dorfkirche Dörstewitz

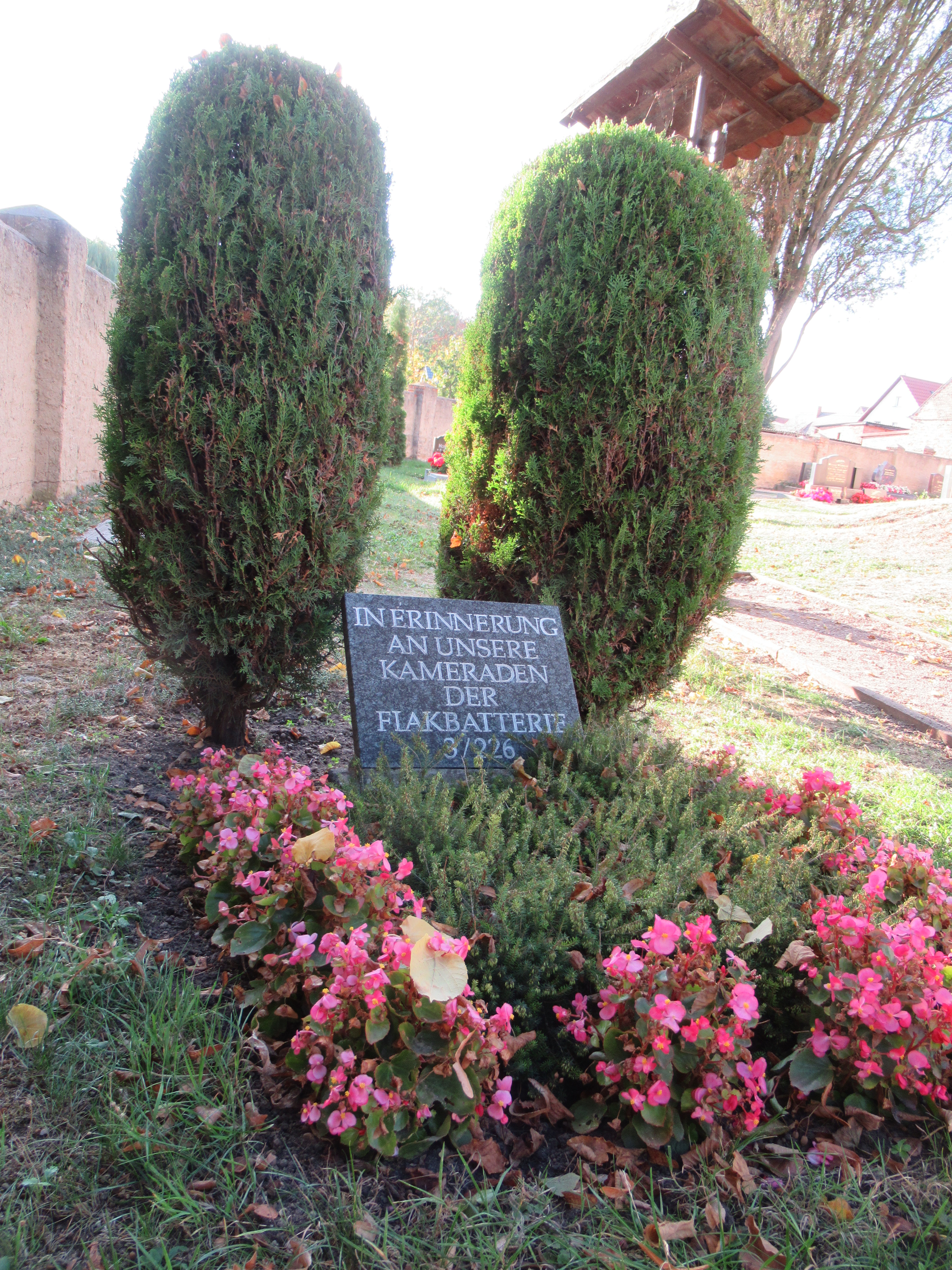
Grab gefallener Flaksoldaten auf Kirchhof

Dörstewitz ist ein Ortsteil der Ortschaft Knapendorf der Gemeinde Schkopau.

## Geografie
Dörstewitz liegt südwestlich von Merseburg und westlich von dem Hauptort Schkopau direkt zwischen Delitz am Berge und Bündorf.
Westlich von Dörstewitz verlaufen die Landesstraße 172 und die Bundesautobahn 38. Nördlich führt die Eisenbahn-Neubaustrecke Erfurt–Leipzig/Halle mit dem Überholbahnhof Dörstewitz am Ort vorbei.

## Geschichte
Laut Ortsbürgern soll Dörstewitz ursprünglich weiter östlich in Richtung Rattmannsdorf gelegen haben, wurde dann aber aufgrund der Pest an seinem heutigen Standort neu erbaut. Die Wüstung Krimitz, als Wüstung noch in der preußischen Generalstabskarte von 1851 verzeichnet, eine ebenfalls slawische Gründung wie Dörstewitz, liegt zwischen Dörstewitz und Rattmannsdorf.
Im Jahre 1270 wurde Dörstewitz vom Merseburger Bischof Friedrich I. von Torgau gekauft. 1697 erhielt Dörstewitz eine neue Kirche. Der Ort lag bis 1815 im hochstift-merseburgischen Amt Merseburg, das seit 1561 unter kursächsischer Hoheit stand und zwischen 1656/57 und 1738 zum Sekundogenitur-Fürstentum Sachsen-Merseburg gehörte.
1813 entdeckte man sowohl in Knapendorf als auch in Dörstewitz Braunkohlevorkommen. 1830 begann man mit den Abbauarbeiten, welche aber wegen Wassereinbrüchen 1928 eingestellt wurden. Durch die Beschlüsse des Wiener Kongresses kam Dörstewitz im Jahr 1815 zu Preußen und wurde 1816 dem Kreis Merseburg im Regierungsbezirk Merseburg der Provinz Sachsen zugeteilt, zu dem er bis 1952 gehörte.
Am 1. Juli 1950 wurde Dörstewitz nach Knapendorf eingemeindet. Knapendorf ist seit 2005 ein Ortsteil der Gemeinde Schkopau.
Auf dem Kirchhof in Dörstewitz befindet sich das Gemeinschaftsgrab von Gefallenen einer benachbarten Flakbatterie mit Gedenktafel.